# Michail Jakowlewitsch Suslin
Michail Jakowlewitsch Suslin (russisch Михаил Яковлевич Суслин; * 3. Novemberjul. / 15. November 1894greg. in Krassawka bei Saratow; † 21. Oktober 1919 in Moskau) war ein russischer Mathematiker, der wichtige Beiträge zur Maßtheorie und deskriptiven Mengenlehre lieferte.

## Leben
Suslin studierte 1913 bis 1917 an der Lomonossow-Universität in Moskau und war ein Schüler von Nikolai Nikolajewitsch Lusin und Dmitri Fjodorowitsch Jegorow, in deren Seminar er Kommilitone von Wacław Sierpiński und Pawel Urysohn war. Suslin bewies dort 1916 das damals sensationelle Resultat, dass die von dem französischen Mathematiker Émile Borel eingeführten Borel-Mengen (B-Mengen) schon bei der Bildung von Projektionen von der Ebene auf eine Gerade keine Borel-Mengen sein müssen (wie Henri Lebesgue ursprünglich meinte bewiesen zu haben). Aus der folgenden Zusammenarbeit mit Lusin entstand die Theorie der A-Mengen (Suslin-Mengen oder analytische Mengen), die die Borel-Mengen umfasst. Suslin charakterisierte auch die Borel-Mengen unter den analytischen Mengen als genau diejenigen, die selbst und deren Komplement analytisch sind. Die Veröffentlichung von 1917 war die einzige von Suslin. 1919 starb er an Typhus.
Bekannt ist Suslin auch durch die Suslin-Hypothese, veröffentlicht als Problem posthum im ersten Band der neu gegründeten Fundamenta Mathematicae. Sie befasst sich mit der Charakterisierung der reellen Zahlen durch ihre Ordnungseigenschaften. In den 1960er Jahren wurde gezeigt (durch Robert M. Solovay, Stanley Tennenbaum, Thomas Jech), dass sie wie die Kontinuumshypothese unabhängig von den Axiomen der Zermelo-Fraenkel-Mengenlehre ist.